# Совместно производимый продукт
Совместно производимый продукт (англ. joint product) — продукт, который производится одновременно с другим продуктом и каждый из них имеет самостоятельную цену реализацию.

## Определение
Английский профессор Колин Друри определяет совместно производимые продукты как основные продукты предприятия, которые производятся одновременно и каждый из которых имеет самостоятельную цену реализацию.

## Учёт совместно производимых продуктов
До достижения точки разделения (момента производства, в котором продукты разделяются) учёт затрат по разным продуктам не идентифицируется. Точка разделения определяются тем, что продукция может быть разделена, реализована отдельно друг от друга или подвергнута дальнейшей переработке. После прохождения точки разделения все дополнительные затраты, связанные с совместно производимыми продуктами ведутся по каждому продукту раздельно до момента их реализации.
Общехозяйственные затраты до точки разделения могут распределяться на продукты следующими методами:
- метод использования натуральных показателей (затраты распределяются пропорционально объёму производства). Согласно методу каждый продукт имеет равный доход, доля комплексных затрат начисляется на каждый продукт пропорционально его доле в общем объёме производства, а себестоимость единицы продукции каждого вида одинакова. Если цена продукции различна, то возможно появление искусственно прибыльных и убыточных продуктов. Метод также трудно применим, когда используется продукция с различными единицами измерения;
- метод на основе стоимости реализации в точке разделения (затраты распределяются пропорционально выручки реализации). Согласно методу на продукцию с высокой ценой комплексные затраты распределяются с более высокой долей затрат;
- метод чистой стоимости реализации (затраты распределяются пропорционально чистой стоимости реализации). Согласно методу комплексные затраты распределяются пропорционально разнице цены реализации продукции и затрат, возникших после точки разделения;
- метод постоянной доли валовой прибыли (комплексные затраты распределяются согласно одинаковой доли в общей валовой прибыли для каждого отдельного продукта). Согласно методу процентная доля валовой прибыли для каждого продукта равняется показателю общей валовой прибыли. Процентная доля валовой прибыли рассчитывается вычитанием общей себестоимости продуктов из общей выручки, а затем величина прибыли определяется процентной долей от выручки, из которой затем вычитается величина затрат на последующую обработку и разница представляет собой распределенные комплексные затраты. Предполагается, что зависимость между себестоимостью и выручкой для каждого отдельного продукта постоянна.